# El árbol de Gabriel
 (срп. Габријелово породично стабло) венецуеланска је теленовела, продукцијске куће Веневисион, снимана током 2010. и 2011.

## Синопсис
Габријел Леон је успешан човек у свету шоу-бизниса. Захваљујући својој емисији Ел Маратон де ла Алегрија (Маратон среће) важи са шоумена без конкуренције. Сем тога, Леон је својеврсни бренд - непрестано снима рекламе и његово име је синоним за успех. Након неколико здравстевних инцидената због којих завршава у болници, Габријел хитно мора на трансплантацију бубрега.
Али он нема породицу… Ожењен је младом манекенком, са којом нема деце, али у младости је донирао сперму која је похрањена у неколико ситуација. Будући да му је живот угрожен Леон отпочиње потрагу за децом која су могући донатори бубрега. Међутим, популарни шоумен није свестан чињенице да ће истрага о породичом стаблу променити његов живот из корена.
Магдалена Миранда је фотограф и потпуно је посвећена својој професији и породици. Оно што она ни не слути јесте да је њен супруг, како би прикрио да не може да има децу, узео сперму из једне установе и да, заправо, није отац њеног детета. Откривши истину, Магдалена схвата да је њен идеални брак обична фарса и одлучује да почне живот испочетка. Међутим Габријел не жели да буде отац, бар не у почетку. Оно што га мотивише да пронађе своју децу јесте чист интерес.
Он не тражи потомке, већ донаторе, али живот ће му одржати лекцију, захваљујући којој ће спознати нови смисао постојања - праву љубав и важност породице…

## Улоге
| Глумац:             | Улога:                     |
| ------------------- | -------------------------- |
| Хорхе Рејес         | Габријел Леон              |
| Данијела Баскопе    | Магдалена Миранда          |
| Ноели Артеага       | Валентина Пачесо           |
| Аролдо Бетанкоурт   | Ефраин Фернандез           |
| Роксана Диаз        | Софиа Алварадо             |
| Кристобал Ландер    | Агустин Камехо             |
| Роке Валеро         | Епицурео Епи Моралес       |
| Елаиза Гил          | Најари Росалес             |
| Алфонсо Медина      | Антонио Тоњо Гуалтеро      |
| Лаура Чимарас       | Хулијета Фернандез Итурија |
| Лоурдес Валера      | Барбара Миранда            |
| Беатриз Васкез      | Ана Белен Итурија          |
| Еулалија Сисо       | Амелија Руиз де Леон       |
| Паула Војзечовски   | Глорија Фалкон             |
| Марија Луиса Флорес | Инес Сеговиа               |
| Ранди Пињанго       | Рикардо Арисменди          |
| Едмундо Троја       | Хулијан Росалес            |
| Ерика Сантиаго      | Марилyн Гонзалез           |
| Маријели Ортега     | Бренда Санчез              |
| Хосе Рамон Барето   | Деибис Аријага             |
| Синди Лазо          | Патрисиа Пикон             |
| Хосе Мануел Суарез  | Маикел Бланко              |
| Ванеса ди Кватро    | Диленис Барето             |
| Греиси Мена         | Зулеика                    |